# 手形山中町
手形山中町（てがたやまなかまち）は秋田県秋田市の住所名。郵便番号は010-0844。

## 地理
秋田市の東部の丘陵を秋田県住宅供給公社が造成分譲した居住区。手形山5町内の一つで、手形山南町、手形山西町、手形山北町、手形山東町の4町内に接する。秋田県道41号秋田昭和線を挟んで北町に接し、南町との間には緩衝緑地の坂がある。2015年現在、164世帯となっている。

## 歴史
広面#歴史を参照

## 交通
- 秋田中央交通　-　手形山大学病院線　手形山中町他

## 施設

### 廃止施設
- 手形山下水処理施設

## ギャラリー

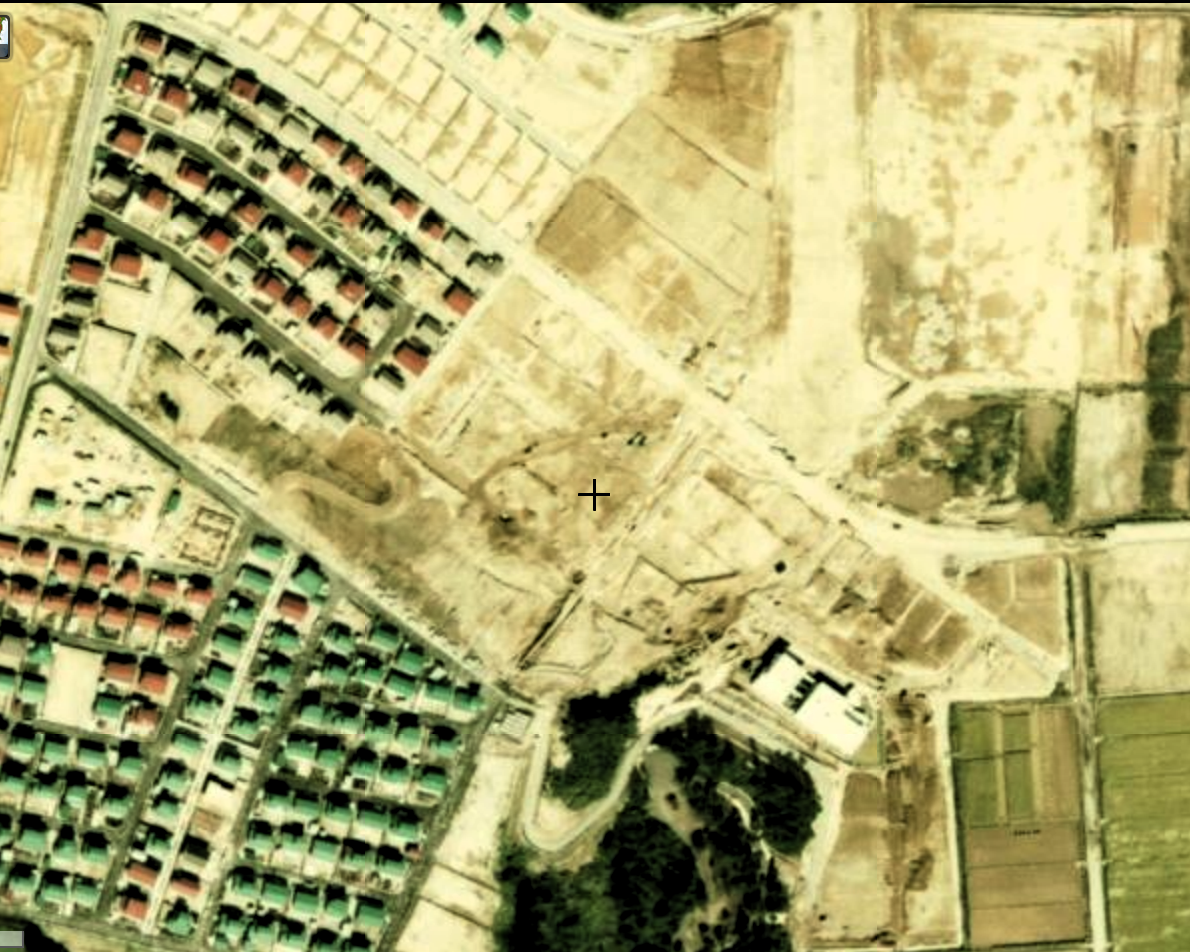
1974年
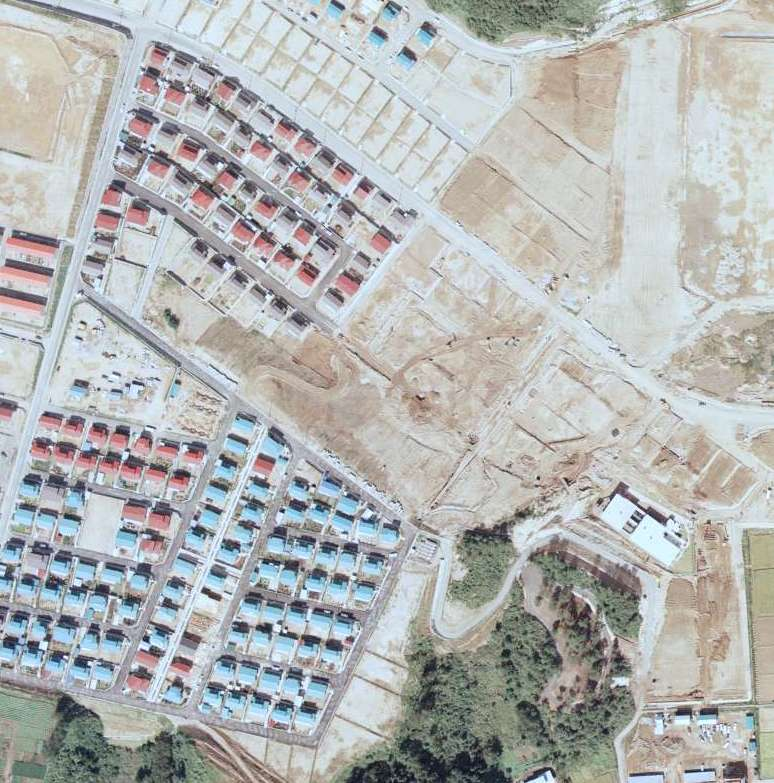
1975年

## 出身者
- 榎洋之 (ボクサー)

## 居住者

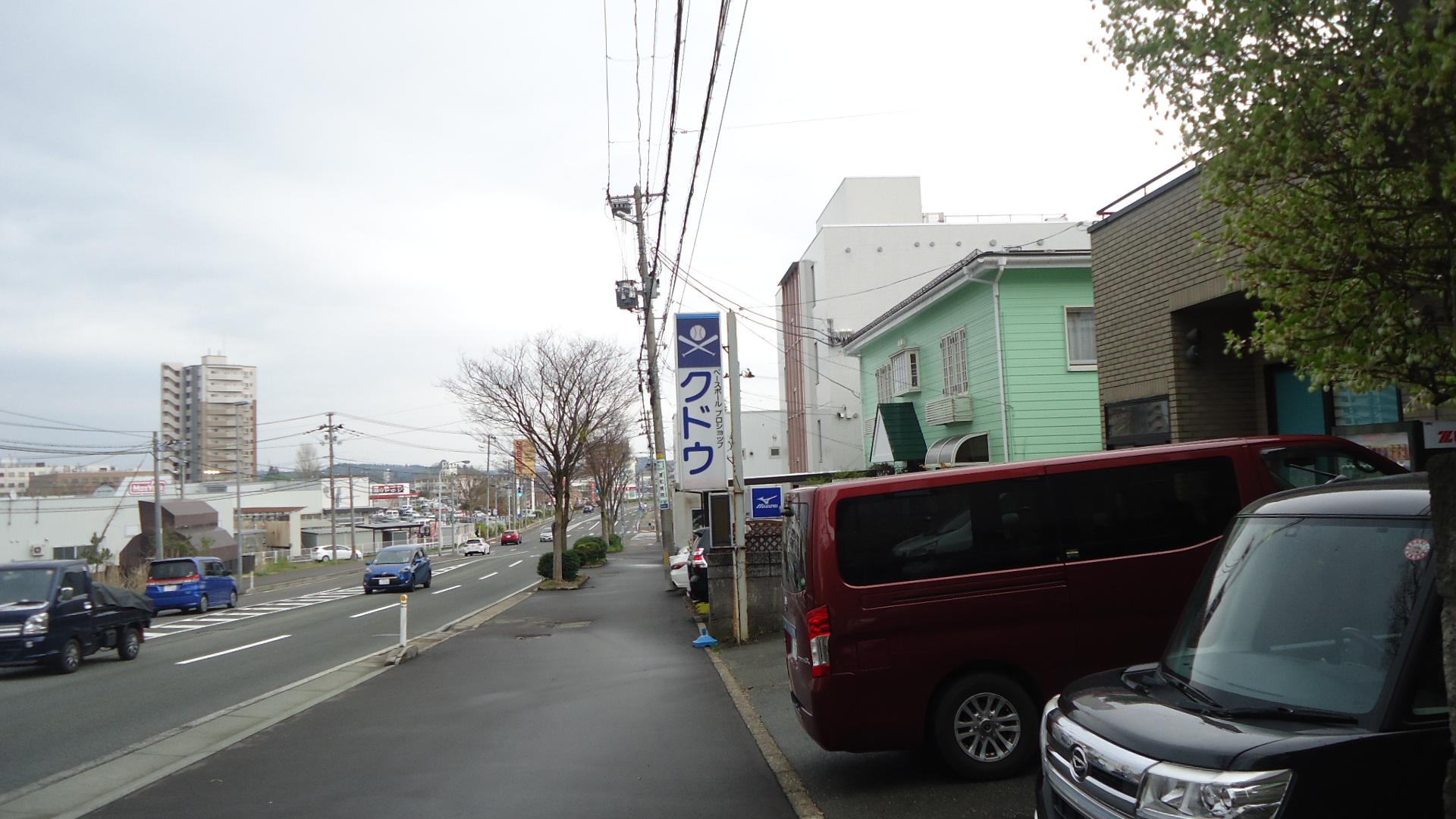
クドウスポーツ

- 工藤幹夫 (野球選手、故人)　[3]
- 寺田典城 (元県知事)
- 寺田学 (政治家)
- 照井清司 (秋田市助役)
- 三上万里子 (秋田市議)